# Confarreatio

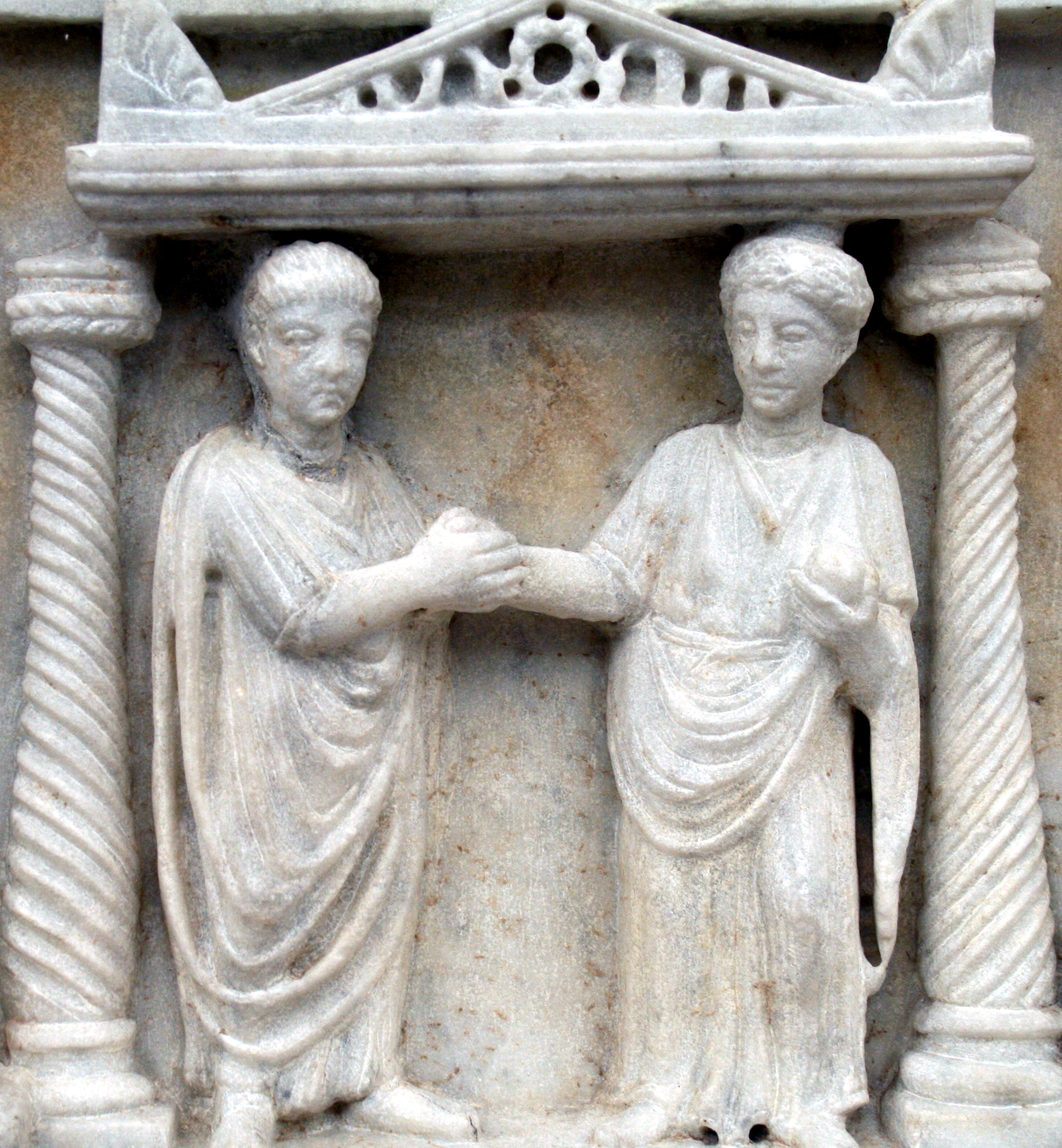
Matrimonio en la Antigua Roma. Relieves en el Museo delle Terme di Diocleziano (Roma).

La confarreatio era la antigua fórmula patricia de matrimonio entre romanos, especialmente necesaria para aquellas parejas que deseaban que sus descendientes fueran vírgenes vestales o flamines de Júpiter. El nombre proviene de la novia y el novio compartiendo una pan o torta (far o panis farreus), que se entregaba como una ofrenda a los dioses de la familia del novio para honrarlos. Estaba reservado para aquellos patricios cuyos padres también estuvieran casados mediante la confarreatio. La boda era una complicada ceremonia con el Flamen Dialis y el Pontifex Maximus presidiendo el acto, y con diez testigos presentes. La novia pasaba directamente de la manus de su paterfamilias a la de su nuevo marido.
Era un matrimonio solemne, se celebraba por un sacerdote de Júpiter, que durante la ceremonia ofrecía un sacrificio a este dios. Se realizaba una procesión de amigos y familiares de la novia que la llevaban a casa del novio gritando "Thalassio".
En su origen la confarreatio era indisoluble, lo que se mantuvo en el caso del matrimonio del Flamen Dialis, el cual debía casarse mediante esta ceremonia. Sin embargo, posteriormente se aceptó el divorcio de esta forma de matrimonio.
Sin embargo, el divorcio de los matrimonios per confarreationem, diffarreatio, era un proceso complicado requería alguno de los sacrificios y orden que había tenido el confarreatio(como por ejemplo, contar con los 10 testigos que estuvieron en la primera ceremonia). No se sabe demasiado sobre como se realizaba la diffarreatio, excepto que se realizaba un tipo especial de sacrificio que provocaba la disolución de la relación entre el hombre y la mujer. De esta manera ella regresaba a la manus de su paterfamilias.
- Datos: Q1124813